# 馬地奧斯
馬地奧斯（Madius或Mayda），是古代西亞米底王國的第三任君主。他的在位年期為前653年—前625年，共29年。他是巴塔图亚的兒子，母親則未知是何許人士。
| 前任： 弗拉歐爾特斯 | 米底王國君主 前653年—前625年 | 繼任： 基亞克薩雷斯 |